# 3842 Harlansmith
3842 Harlansmith è un asteroide della fascia principale. Scoperto nel 1985, presenta un'orbita caratterizzata da un semiasse maggiore pari a 2,3551018 UA e da un'eccentricità di 0,1171485, inclinata di 4,05888° rispetto all'eclittica.